# 福州白龍庵
福州白龍庵，位於福建省福州市臺江區三縣洲大橋北堤外，為一座祀奉解疫之神五福王爺的廟宇。明朝始建，多次重修，清光緒三十三年（1907年）重建。
文化大革命時，被改為現台江第一中心小學學校校舍。1980年，大殿改為校園活動廳，殿前改為教師宿舍，廟貌凋零。後因地區改建，鄉民將神像迎奉至三縣洲大橋北堤外，重建廟宇。每年舊曆六月，廟方舉辦廟會，聲勢盛大。
2014年9月原址大殿（蒼霞公交站旁）已經拆除一半，外觀有如危樓，之前移往原址對面三縣洲大橋東部北堤閩江旁用以安置廟宇也遭拆除，並連同三縣洲大橋北堤外其他神明，再次移往三縣洲大橋西部北堤外的閩俗閣白龍庵祖殿中安奉。
臺灣的臺南白龍庵之五福王爺，乃由本廟分香而來。